# 田代まさしのありがとうございマーシー
『田代まさしのありがとうございマーシー』（たしろまさしのありがとうございマーシー）とは、Mopal（ムーパル）で2009年10月から放送されていたインターネットテレビ番組。

## 概要
田代まさしと紅梨子（クリス）による「感謝」をテーマにしたトークバラエティ。番組では、毎回個性的なゲストが登場。ゲストの簡単な紹介と持ちネタを披露するのが基本だが、たまに田代がゲストによって窮地に立たされることもある。
隔週の第1・第3月曜日 20:00～21:00に、新宿のMopalスタジオ（ムーパルスタジオ）で公開収録・生配信が行われていた。また、番組終了後には、期間限定でオンデマンド映像が配信される。
田代の逮捕を受け、現在は第一回、第二回の完全版以外のアーカイブがすべてが公開停止となっている。

## 出演者
田代まさし
メインパーソナリティ。詳細は田代まさしの項を参照。
紅梨子
謎のゴスロリ芸人。双子の兄!?がいるらしいが、真相は定かではない。番組内でネタを度々披露するが、お約束のように毎回すべっている。この為、マーシーの愛のムチ企画で、すべったら罰ゲームになる。

## 罰ゲーム
- 新年早々紅梨子が番組内でのネタ披露ですべってしまったことから、マーシーの愛のムチ企画として「紅梨子の爆笑オンステージ！」がスタート。番組内で新ネタを披露し、お客さんの投票により面白くない方が多い場合は罰ゲームが施行される。
- 第一回目は「特性ミックスジュース！」を飲むことに。ジュースの中身は、牛乳、生のさんま、ゴーヤ、わさび、からしがたっぷり入っていたが、紅梨子は根性で一気飲みした。ほんとうに不味かったらしく、マーシーも一口飲んでみたがあまりの不味さに紅梨子に謝っている。
- 第二回目は「大量の洗濯ばさみ」が顔中に付けられ、一気に引っこ抜くことに。洗濯ばさみを顔に付けている段階で早くも痛がっていたが、お客さんと協力して一気に引き抜いたらまさかの悲劇が起こった。唇からは血が流れ、顔には無数の傷が出来、紅梨子は本気で凹んでしまう。洗濯ばさみを良く見ると、挟む部分が剣山のように尖っていた。

## 今まで出演したゲスト
- 南部虎弾
- ダンナ小柳
- ユーモア発明家 高橋宏三
- レイパー佐藤
- ピョコタン
- KAZUMI
- 掟ポルシェ
- 猫ひろし
- ぴんぽんず
- 虹組キララ
- 赤ペン瀧川先生
- Jaaたけや
- ヨシノビズム
- 元氣安
- 中沢健
- オスマン・サンコン
- 藤波心